# Personal Depeche
Personal Depeche (Belarusian Tribute to Depeche Mode) – składanka utworów Depeche Mode w wykonaniu białoruskich muzyków. Została opublikowana w dwóch wydaniach w grudniu 2002 oraz w grudniu 2003.

## Historia
Pomysłodawcą albumu był miński DJ Adam Starpowicz, któremu pomagali Rusłan Makarau i Andrej Chaładziński. W 2001 roku rozpoczęły się prace nad projektem – poszukiwania sponsorów oraz rozmowy ze studiami i właścicielami praw autorskich do piosenek. W efekcie projekt sfinansowała firma Philips, a koncern EMI Publishing wydał licencję na nagranie białoruskiego tribute albumu.
Twórcy dołożyli starań, aby w nagraniach wzięły udział zespoły znane, doświadczone oraz różnorodne stylowo. Jedynym warunkiem było niezagubienie własnego brzmienia w wykonywanych utworach. Na albumie można usłyszeć dziewiętnastu wykonawców, którzy nagrali piosenki w trzech językach (białoruskim, rosyjskim i angielskim) oraz w wersjach instrumentalnych. Nagrania odbywały się w trzech studiach naraz i trwały od stycznia do marca 2002 roku. Nie doszło do zapowiadanej prezentacji albumu.
Personal Depeche został najlepiej sprzedającą się białoruską składanką. Na wiosnę 2003 roku wyszedł singel z utworem „Enjoy the silence” w wykonaniu zespołu Krama oraz czterema remiksami. W grudniu wydana została edycja na rynek rosyjski – do piętnastu piosenek dodano dwie w wykonaniu Kramy oraz jedną zespołu Logika Metro.

## Lista utworów

### Personal Depeche
| Nr  | Tytuł utworu                                               | Oryginalna pisownia tytułu | Długość |
| --- | ---------------------------------------------------------- | -------------------------- | ------- |
| 1.  | „Dream On” (Alaksiej Szedźko)                              |                            | 3:46    |
| 2.  | „I Feel You” (Neuro Dubel feat. Guda)                      |                            | 3:19    |
| 3.  | „The Dead of Night” (Flat)                                 |                            | 4:43    |
| 4.  | „In Your Room” (Impatt)                                    |                            | 4:05    |
| 5.  | „Wopros wriemieni (A Question of Time)” (Lapis Trubieckoj) | «Вопрос времени»           | 4:18    |
| 6.  | „It's No Good” (Apple Tea)                                 |                            | 4:21    |
| 7.  | „Uwidiet'sia wnow' (See You)” (Ludmiła)                    | «Увидеться вновь»          | 3:41    |
| 8.  | „Freestate” (Etna Tryo Troica)                             |                            | 7:43    |
| 9.  | „Never Let Me Down Again” (Hajer i Alaksandr Pamidorau)    |                            | 3:44    |
| 10. | „Biaz hucznych słowau (Freelove)” (KRIWI)                  | «Бяз гучных словаў»        | 4:27    |
| 11. | „Twoj Jezus (Personal Jesus)” (N.R.M.)                     | «Твой Езус»                | 4:21    |
| 12. | „Marny (Useless)” (Zet)                                    | «Марны»                    | 5:46    |
| 13. | „Adczuwaju (I Feel You)” (Garadzkija)                      | «Адчуваю»                  | 4:25    |
| 14. | „I Want You Now” (Todar)                                   |                            | 3:37    |
| 15. | „W pricele twojego rużja (Barrel of a Gun)” (Kali Juha)    | «В прицеле твоего ружья»   | 5:16    |
|     |                                                            |                            | 1:07:32 |

| Utwory bonusowe na drugim wydaniu albumu | Utwory bonusowe na drugim wydaniu albumu                   | Utwory bonusowe na drugim wydaniu albumu |
| Nr                                       | Tytuł utworu                                               | Długość                                  |
| ---------------------------------------- | ---------------------------------------------------------- | ---------------------------------------- |
| 1.                                       | „Enjoy the Silence” (Krama)                                | 3:20                                     |
| 2.                                       | „Freestate” (Logika Metro)                                 | 3:48                                     |
| 3.                                       | „Enjoy the Silence (DJ Yarik Rock-Tech-House Mix)” (Krama) | 7:26                                     |
|                                          |                                                            | 14:34                                    |

### Enjoy the silence (singel)
| Nr | Tytuł utworu                                               | Długość |
| -- | ---------------------------------------------------------- | ------- |
| 1. | „Enjoy The Silence” (Krama)                                | 3:20    |
| 2. | „Enjoy The Silence (Maks Retort Floated Mix)” (Krama)      | 4:19    |
| 3. | „Enjoy The Silence (DJ Yarik Rock-Tech-House Mix)” (Krama) | 7:26    |
| 4. | „Enjoy The Silence (DJ Yarik Deep Mix)” (Krama)            | 6:39    |
| 5. | „Enjoy The Silence (Maks Retort Future Pop Mix)” (Krama)   | 5:05    |
|    |                                                            | 26:49   |